# Cindy Nell
Cindy Nell là một nữ hoàng sắc đẹp và người mẫu Nam Phi, sau trở thành nữ doanh nhân, người đã đăng quang Hoa hậu Nam Phi 2002 và là người đại diện cho Nam Phi tại Hoa hậu Hoàn vũ 2003 và được đưa lên ngôi vị á quân.
Cô sinh năm 1981 tại Pretoria trong một gia đình quân nhân.
Từ năm 2003 trở đi, cô trở thành người dẫn chương trình truyền hình cho chương trình phong cách sống của người Afland, tiếp theo là các chương trình như Woza lunchtime cho bóng đá World Cup 2010, chương trình phong cách sống Grand Pavilion Cricket và là một trong 4 người dẫn chương trình trong chương trình thực tế nổi tiếng Bashers leo cô xuất hiện với tư cách thí sinh và á quân trong sê-ri Strictly Come thứ năm của Nam Phi và trong chương trình Người nổi tiếng sống sót (Celebrity Survivor) Santa Carolina.
Từ năm 2001 đến 2006, cô đã lập nhiều doanh nghiệp khác nhau, từ các công ty sự kiện, công ty quảng cáo đến quảng cáo.
Năm 2006, Nell đã cùng với chồng là Clive Roberts tham gia vào công việc kinh doanh Cosmetix  mà họ đã phát triển thành một trong những doanh nghiệp sản xuất và phân phối mỹ phẩm sắc đẹp lớn nhất châu Phi.
Nell gần đây đã mua cổ phần thứ ba trong Ace Model International  một doanh nghiệp nhượng quyền của Học viện Người mẫu.
Năm 2017, cô thành lập quỹ Women4Women để cải thiện cuộc sống của những phụ nữ kém may mắn 
Cô tiếp tục làm người mẫu và xuất hiện với tư cách là diễn giả và giám khảo cho các cuộc thi lớn.